# Carl Dopmeyer
Carl Dopmeyer (* 24. Oktober 1824 in Springe; † 9. November 1899 in Hannover) war ein deutscher Bildhauer.

## Leben
Nach einer siebenjährigen Ausbildung, unter anderem beim hannoverschen Bildhauer Heinrich Ludwig August Hengst, studierte Dopmeyer mit einem Stipendium des hannoverschen Königs 1851–56 an der Kunstakademie München. Danach wirkte er bis zu seinem Tode in Hannover. Ab 1856 war er Mitglied des Hannoverschen Künstlervereins. Er schuf seine bildnerischen Werke häufig in Zusammenarbeit mit den Architekten der Hannoverschen Schule, so mit Christoph Hehl, in seinen späteren Schaffensjahren vor allem Brunnen und Denkmäler. Viele seiner um die Jahrhundertwende entstandenen Skulpturen prägen noch heute das Stadtbild Hannovers.
Zwischen 1866 und Dezember 1868 arbeitete Michel Lock in Dopmeyers Werkstatt.

## Werke (Auswahl)

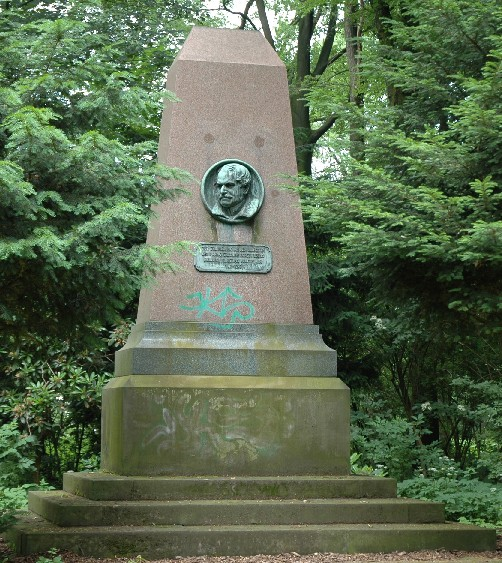
Burckhardt-Denkmal in der Eilenriede

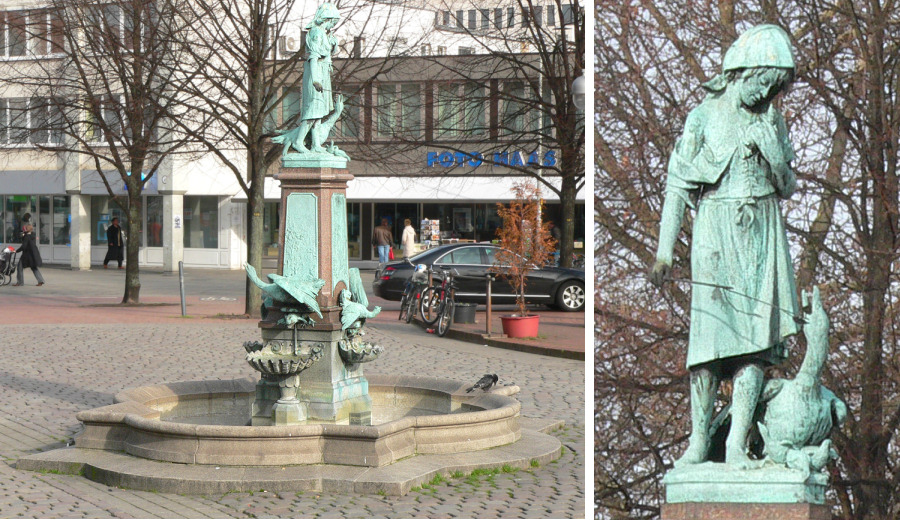
Gänselieselbrunnen auf Hannovers ehemaliger Goseriede

- Schiller-Skulptur auf dem Eingangsaltan des hannoverschen Opernhauses (1852)
- Standbilder von Dürer, Vischer, Leibniz und Humboldt an der Fassade des Künstlerhauses (1855)
- Tympanonfelder des südlichen und des nördlichen Querhausportals der Christuskirche in Hannover (um 1860)[1]
- Geschnitztes Altarretabel, Flügelaltar in der St. Andreas-Kirche in Springe (um 1862)
- Kanzel aus Stein mit dem Porträt des Apostels Andreas in der St. Andreas-Kirche in Springe (um 1862)
- Reliefs (Portraitmedaillons) aus Eichenholz am sogenannten Holzhaus im Innenhof des, Schlosses Wernigerode, Figuren an Altar und Kanzel der Schloßkirche (um 1880–1883)
- Bödekerdenkmal, an der Marktkirche Hannover (Turm-Nordseite), Hanns-Lilje-Platz (1880, für den hannoverschen Pastor und Wohltäter Hermann Wilhelm Bödeker)
- Sandsteinplastik über dem Haupteingang der Dreifaltigkeitskirche Hannover (um 1882)
- Burckhardtdenkmal, Hannover, Vordere Eilenriede (1883, für den Forstmann Heinrich Christian Burckhardt, 1859–79 Leiter der hannoverschen Forstverwaltung)

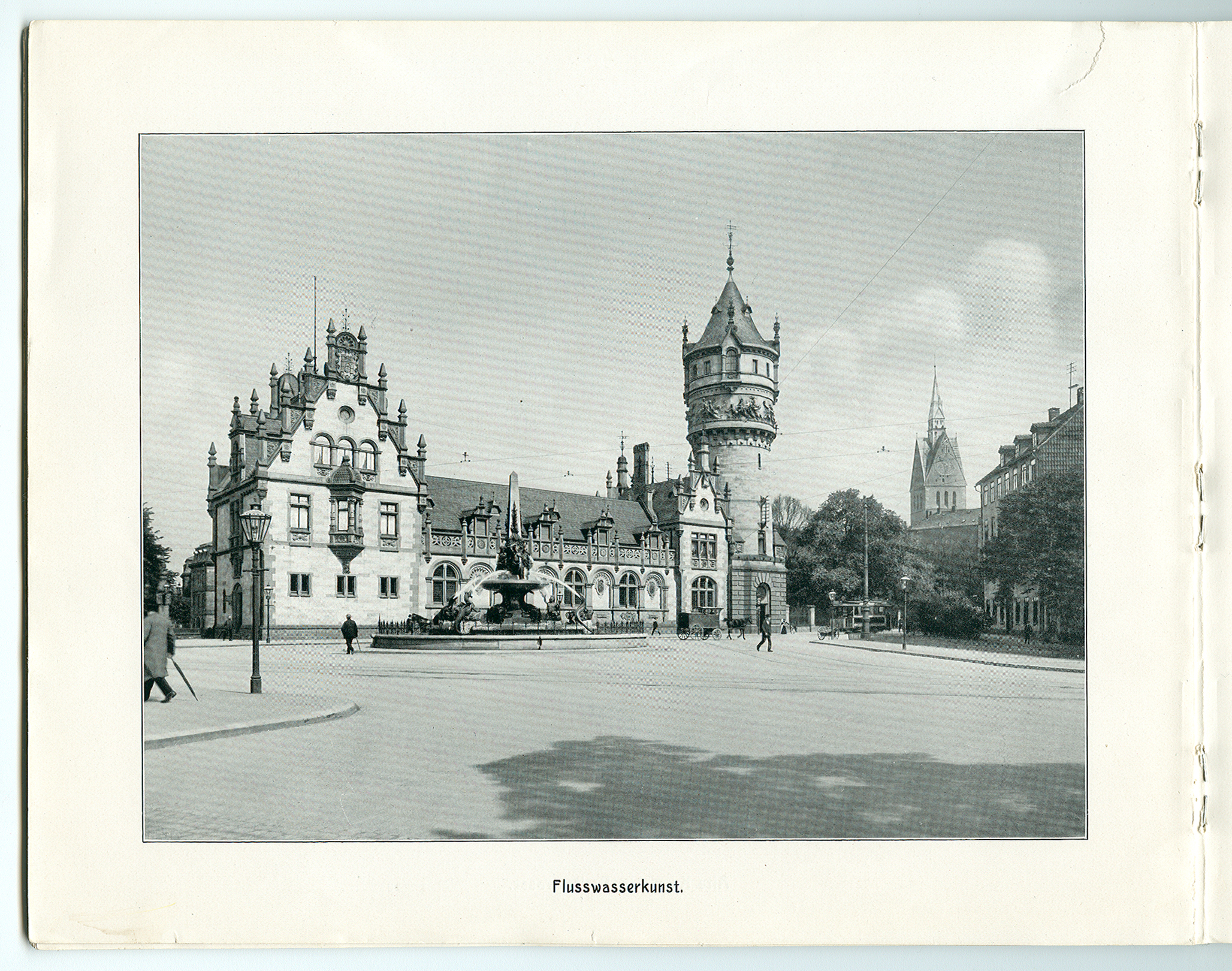
Flusswasserkunst von Hubert Stier am Friederikenplatz mit dem Wasserturm von Dopmeyer, davor der Monumentalbrunnen von Karl Gundelach (Schale heute auf dem Klagesmarkt).

- Ernst von Malorties Grabmal (1886), auf dem Herrenhäuser Friedhof[2]
- Figuren an der Fassade des Hauptbahnhofs Bremen (um 1889) mit Diedrich Samuel Kropp
- Vier Köpfe von Flussgöttern, Hannover, am Niedersächsischen Landtag, Friederikenplatz (1890, von der ehemaligen Flusswasserkunst) [siehe: Liste der verschwundenen Bauwerke des alten Hannover, 1897]
- Gutenbergbrunnen, am Friedrichswall (1890), heute Gutenbergdenkmal in der Schloßwender Straße
- Heiligenstatuen an der St.-Elisabeth-Kirche Hannover (von Christoph Hehl), Gellertstraße (1895, über der Eingangshalle)
- Portaltympanon und St.-Martins-Szene an der St.-Martins-Kirche in Nörten-Hardenberg
- Luther-Skulptur am Eingangsportal der Lutherkirche (1898), zerstört am 25. März 1945
- Gänseliesel-Brunnen, Hannover, Goseriede (Steintor) (1898)
- Lutherdenkmal, Am Markt (1899 begonnen, fertiggestellt von Ferdinand Hartzer)
- Bronzestatuette des Ernst von Malortie im Historischen Museum Hannover
- Kandelaber mit Fabelwesen auf der Segmentbogenbrücke Königsworther Straße (1895–1898)
- Prachtkandelaber auf der Königsworther Brücke